# 키리쿠와 마녀
키리쿠와 마녀(Kirikou And The Sorceress, Kirikou Et La Sorciere)는 룩셈부르크에서 제작된 미셸 오슬로 감독의 1998년 애니메이션, 가족, 모험 영화이다. 앙투아네트 켈러만 등이 주연으로 출연하였다.
이 영화는 1998년 12월 9일 처음으로 극장 개봉하였다. 프랑스(Exposure, France 3 Cinema, Les Armateurs, Monipoly, Odec Kid Cartoons), 벨기에(Radio-Télévision belge), 룩셈부르크(Studio O, Trans Europe Film)의 여러 기업들 간 공동 제작 작품이며 애니메이션은 라트비아의 리자 필름스 스튜디오에서 맡았다.

## 출연

### 주연
- 앙투아네트 켈러만
- 페젤레 페카
- 콤비실레 상웨니
- 테오 세베코
- 마부소 키드 시돌